# Alesta
Alesta es el tercer álbum de estudio grabado por la cantante rumana Alexandra Stan. Se lanzó tanto digitalmente como físicamente el 9 de marzo de 2016 a través de Victor Entertainment. Para lograr el sonido deseado, Stan colaboró con varios productores en el disco, incluidos Andreas Schuller, Thomas Troelsen, Sebastian Barac y Marcel Botezan. La cantante también participó en un campamento de música organizado por Marius Moga, donde trabajó más en el material presentado en el álbum. Musicalmente,  Alesta  es un disco dance, con influencias de la música étnica, oriental y occidental europea. Líricamente, Stan confesó durante una entrevista con Cosmopolitan que cada canción "[cuenta] una historia diferente".
Al momento de su lanzamiento, Alesta debutó y alcanzó el puesto número 34 en la lista Oricon de Japón. Para promoverlo, Stan se embarcó en una gira de dos semanas por Japón, mientras aparecía en muchas entrevistas y coberturas de los medios de dicho país.

## Antecedentes y composición
Tras el lanzamiento de Unlocked en 2014, Stan comenzó a trabajar en Alesta el año siguiente en un campamento de música organizado por el compositor rumano Marius Moga. Allí colaboró con tres estudios de grabación a la vez. El título del álbum es una abreviatura del nombre de Stan, que también significa «listo» en turco. La portada que acompaña a la edición japonesa, así como otras versiones de la misma, muestra a Stan posando frente a un fondo negro, con letras en blanco o rojo sobre su cabeza. Mientras que las versiones de  Alesta  lanzadas por Warner Records y Ego Records presentaron una fotografía con ella sobre una motocicleta mientras lucía una peluca rubia, ropa interior blanca y un par de jeans azul distorsionado.
Según el sello italiano de Stan, Ego Records, el material de Alesta se inspira en la música de Europa del Este y del Oeste, lo que «la confirma como la reina indiscutible de la música de baile hecha en Rumania». La publicación italiana RnB Junk etiquetó el álbum como un disco dance, comparándolo con Unlocked y declarando que incorpora elementos de música étnica y de Europa del Este «de otros universos». Cuando fue entrevistada por Cosmopolitan, Stan confesó que su canción favorita del álbum era «Écoute», con cada canción «contando una historia diferente». En una entrevista con TV Groove, la cantante sintió que el disco «veraniego» tenía un «ambiente muy bailable y de fiesta». Según Stan, la mayoría de las canciones de Alesta son de estilo rápido, y el álbum en general incorpora géneros de música electrónica, dance y R&B contemporáneo. La mayoría de las canciones fueron cantadas en inglés, con algunas de ellas interpretadas en francés, rumano y español.

## Promoción

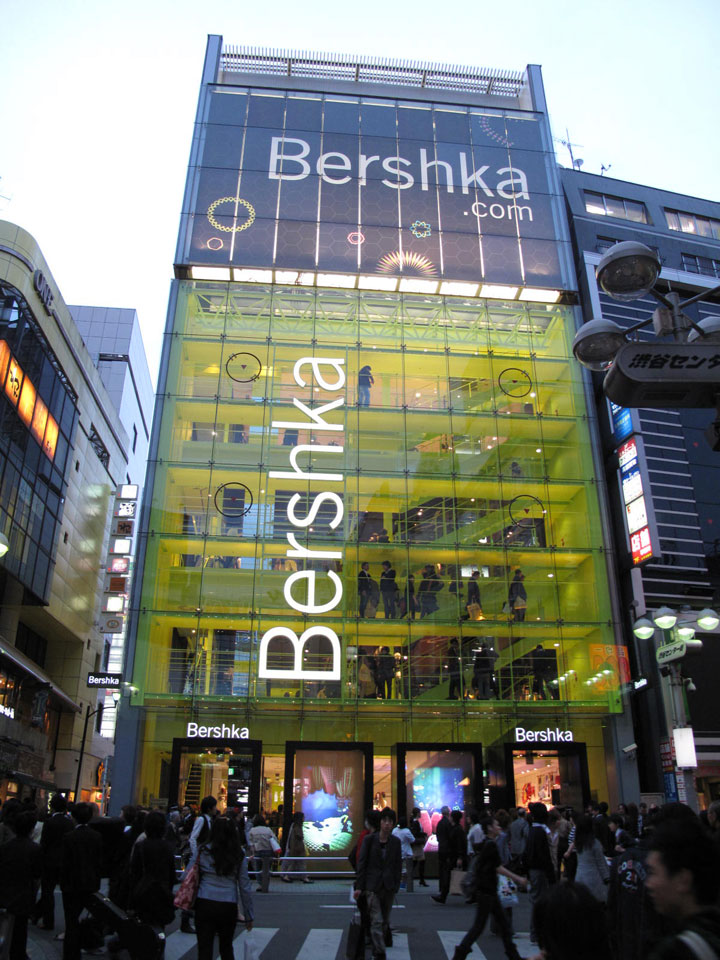
Para promover el álbum, Stan se presentó en la vitrina de una tienda Bershka en Tokio, Japón. (en la imagen)

Para promover Alesta, Stan se presentó en Tokio, Japón, en la vitrina de una tienda Bershka, donde también lanzó su línea de ropa, Alesta X Bershka. Con esta ocasión, la cantante organizó una sesión de autógrafos y una conferencia de prensa con revistas y televisiones japonesas de Nagoya y Tokio. Posteriormente, Stan se embarcó en una gira de dos semanas por todo Japón.
El primer sencillo del disco, «We Wanna», se lanzó el 8 de junio de 2015 y contó con las voces de la cantante rumana Inna y del reggaetonero puertorriqueño Daddy Yankee. La canción, que también apareció en la edición alemana del segundo álbum de estudio de Stan Unlocked, experimentó éxito comercial tras alcanzar el top 30 de las listas en Argentina, Polonia y Turquía, y el top 60 en Italia, Rumanía y Eslovaquia. Posteriormente, «I Did It, Mama!», el segundo lanzamiento de Alesta, se volvió polémico en Rumania debido a las escenas en las que Stan fue retratada imitando una posición sexual con un bailarín de fondo masculino en su video musical. Mientras que su contenido lírico se comparó con el de "Papa Don't Preach" (1986) de Madonna y su título con el de "Da Mama" de la cantante rumana Delia. Sin embargo, la pista resultó ser un éxito comercial, alcanzando el puesto nueve en el Airplay 100 de Rumania.
El tercer y cuarto sencillo del disco fueron «Balans», una colaboración con el cantante sueco-congoleño Mohombi, y «Écoute», teniendo como artista invitado a la banda rumana Havana, ambas canciones fueron acompañadas con un video musical, con el videoclip de la última de ellas filmado en Obârșia-Brezoi, el lugar donde Stan pasó su juventud. «Balans» alcanzó su punto máximo tanto en el Tophit de Rusia como en el Billboard Japan en posiciones muy bajas, y «Écoute» se convirtió en un éxito moderado en Europa. El quinto lanzamiento del álbum, «Boom Pow», fue acompañado por un video musical que se filmó en su natal Constanza y se estrenó el 24 de agosto de 2016, mientras que «9 Lives», el último sencillo, contó con la participación del artista búlgaro de reggae Jahmmi.

## Lista de canciones
Créditos adaptados de las notas de línea de Alesta.
| Edición internacional |                                      | |                      |          |  |
| N.º                   | Título                               | Escritor(es)                                                                                              | Productor(es)        | Duración |  |
| 1.                    | «I Did It, Mama!»                    | Marcel Botezan Sebastian Barac Julimar Santos Oliveira Neponuceno Eric Turner David Ciente Alexandra Stan | Botezan Barac Ciente | 3:25     |  |
| 2.                    | «We Wanna» (con Inna y Daddy Yankee) | Andreas Schuller Jacob Luttrell Thomas Troelsen Ramon Ayala                                               | Schuller Troelsen    | 3:52     |  |
| 3.                    | «Balans» (con Mohombi)               | Sebastian Barac Marcel Botezan Mohombi Nzasi Moupondo Breyan Isaac                                        | Barac Botezan        | 3:10     |  |
| 4.                    | «Écoute» (con Havana)                | Adriana Rusu Sorin Seniuc Ion Chirinciuc Nadir Tamuz Alexandra Ţîrţîrău                                   | Chirinciuc           | 3:16     |  |
| 5.                    | «Get What You Give»                  | Sebastian Barac Marcel Botezan Laila Samuelsen                                                            | Barac Botezan        | 3:02     |  |
| 6.                    | «Alone»                              | Marcel Botezan Sebastian Barac Andrew Frampton Gabriel Benjamin                                           | Botezan Barac        | 4:00     |  |
| 7.                    | «La Fuega»                           | David Ciente Trey Campbell                                                                                | Ciente               | 2:53     |  |
| 8.                    | «Step It Up»                         | David Ciente Alexandra Stan Theea-Eliza-Ioana Miculescu                                                   | Ciente               | 2:56     |  |
| 9.                    | «Boom Pow»                           | David Ciente Trey Campbell                                                                                | Ciente               | 3:00     |  |
| 10.                   | «Coco Banana»                        | David Ciente Nate Cyphert Theea-Eliza-Ioana Miculescu                                                     | Ciente               | 2:42     |  |
| 11.                   | «9 Lives» (con Jahmmi)               | Borislav Milanov Sebastian Arman Joacim Persson                                                           | Arman Persson        | 3:51     |  |
| Duración total: 36:07 |                                      | |                      |          |  |

| Edición japonesa      |                                                            | |                         |          |  |
| N.º                   | Título                                                     | Escritor(es) | Productor(es)           | Duración |  |
| 1.                    | «Step It Up»                                               | |                         | 2:56     |  |
| 2.                    | «Get What You Give»                                        | |                         | 3:02     |  |
| 3.                    | «We Wanna» (con Inna y Daddy Yankee)                       | |                         | 3:10     |  |
| 4.                    | «Alone»                                                    | |                         | 4:00     |  |
| 5.                    | «Écoute» (con Havana)                                      | |                         | 3:16     |  |
| 6.                    | «Balans» (con Mohombi)                                     | |                         | 3:10     |  |
| 7.                    | «Coco Banana»                                              | |                         | 2:42     |  |
| 8.                    | «I Did It, Mama!»                                          | |                         | 3:25     |  |
| 9.                    | «9 Lives» (con Jahmmi)                                     | |                         | 3:51     |  |
| 10.                   | «La Fuega»                                                 | |                         | 2:53     |  |
| 11.                   | «Boom Pow»                                                 | |                         | 3:00     |  |
| 12.                   | «Motive» (Dorian con Alexandra Stan)                       | Andrei Mihai Dorian Micu Elena Moroşanu                                                                                               | Mihai                   | 3:29     |  |
| 13.                   | «Baby, It's OK!» (Follow Your Instinct con Alexandra Stan) | Marcel Prodan Marcian Alin Soare David Ritter Addis Mussa Manuela Necker Davon Dixon Andrei Nemirschi Rainer Wetenkamp Patrick Greska | Wetenkamp Ritter Greska | 3:23     |  |
| Duración total: 42:35 |                                                            | |                         |          |  |

## Personal
Créditos adaptados de las notas de Alesta.
Créditos vocales
- Alexandra Stan – Voz principal
- Havana – artista invitado
- Inna – artista invitada
- Jahmmi – artista invitado
- Daddy Yankee – artista invitado

Créditos técnicos y de composición.
- Sebastian Arman – compositor, productor
- Ramón Ayala – compositor
- Sebastian Barac – compositor, productor
- Gabriel Benjamin – compositor
- Marcel Botezan – compositor, productor
- Trey Campbell – compositor
- Ion Chirinciuc – compositor, productor
- David Ciente – compositor, productor
- Nate Cyphert – compositor
- Davon Dixon – compositor
- Andrew Frampton – compositor
- Patrick Greska – compositor, productor
- Breyan Isaac – compositor
- Jacob Luttrell – compositor
- Theea-Eliza-Ioana Miculescu – compositor
- Dorian Micu – compositor
- Andrei Mihai – compositor, productor
- Borislav Milanov – compositor
- Mohombi Nzasi Moupondo – compositor
- Elena Moroşanu – compositor
- Addis Mussa – compositor
- Manuela Necker – compositor
- Julimar Santos Oliveira Neponuceno – compositor
- Andrei Nemirschi – compositor
- Joacim Persson – compositor, productor
- Marcel Prodan – compositor
- David Ritter – compositor, productor
- Andreas Schuller – compositor, productor
- Marcian Alin Soare – compositor
- Adriana Rusu – compositor
- Laila Samuelsen – compositor
- Sorin Seniuc – compositor
- Alexandra Stan – compositor
- Nadir Tamuz – compositor
- Alexandra Ţîrţîrău – compositor
- Thomas Troelsen – compositor, productor
- Eric Turner – compositor
- Rainer Wetenkamp – compositor, productor

## Posicionamiento en listas
| Japón | Oricon | 34 |

## Lanzamiento

### Proceso
Alesta fue lanzado primero por Victor Entertainment en Japón el 9 de marzo de 2016; una versión de lujo del álbum se estrenó el mismo día. Posteriormente, el 16 de marzo de 2016, el disco se puso a disposición para descarga digital en varios otros países por Roton y Global Records, incluidos Rumania, Francia, Alemania, Canadá y el Reino Unido. En abril de 2016,  Alesta  fue lanzado en Rusia, Chile y Perú, mientras que en Italia fue lanzado el 8 de julio de 2016 por Ego Records.

### Historial
| Región      | Fecha               | Discográfica     | Formato(s)                  | Edición(es) |
| ----------- | ------------------- | ---------------- | --------------------------- | ----------- |
| Japón       | 9 de marzo de 2016  | Victor           | Descarga digital • CD • DVD | Estándar    |
| Japón       | 9 de marzo de 2016  | Victor           | Descarga digital • CD • DVD | De lujo     |
| Rumania     | 16 de marzo de 2016 | Roton • Global   | Descarga digital            | Estándar    |
| Francia     | 16 de marzo de 2016 | Roton • Global   | Descarga digital            | Estándar    |
| Alemania    | 16 de marzo de 2016 | Roton • Global   | Descarga digital            | Estándar    |
| Canadá      | 16 de marzo de 2016 | Roton • Global   | Descarga digital            | Estándar    |
| Reino Unido | 16 de marzo de 2016 | Roton • Global   | Descarga digital            | Estándar    |
| Rusia       | 18 de abril de 2016 | Roton            | Descarga digital            | Estándar    |
| México      | 22 de abril de 2016 | Warner           | Descarga digital            | Estándar    |
| Chile       | 22 de abril de 2016 | Warner           | Descarga digital            | Estándar    |
| Peru        | 22 de abril de 2016 | Warner           | Descarga digital            | Estándar    |
| Italia      | 8 de julio de 2016  | Vae Victis • Ego | Descarga digital            | Estándar    |